# Johannes Corfinius
Johannes Corfinius, auch Corvinus oder Johann Korff (* 1616 in Rostock; † 19. Mai 1664 in Hamburg), war ein lutherischer Theologe, Professor an der Universität Rostock sowie Pastor in Rostock und Hamburg.

## Leben
Johannes Corfinius war der Sohn des gleichnamigen Diakons der Rostocker Jakobikirche Johann Corfinius (1574–1638) und dessen Frau Elisabeth Pauli († 1635), Tochter des Professors der Theologie und Superintendenten an der Jakobikirche Simon Pauli (des Älteren).
Nach dem Besuch der Stadtschule in Rostock studierte er Theologie an den Universitäten in Rostock und Greifswald. 1639 wurde er als Nachnachfolger seines Vaters Diakon an der Jakobikirche, 1641 erfolgte die Promotion zum Magister in Rostock. 1645 wurde er Archidiakon an der Rostocker Marienkirche. 1649 wurde er dort zum Pastor ernannt und zugleich an der Philosophischen Fakultät der Rostocker Universität zum rätlichen Professor der Physik und Metaphysik berufen. Zum Lizentiaten wurde er 1650 und zum Dr. theol. 1651 promoviert. Von 1652 bis 1653 war er rätlicher Professor der Moral und 1652 zudem Rektor der Universität. 1653 wechselte er als Hauptpastor an die Katharinenkirche in Hamburg. Dieses Amt hatte er bis zu seinem Tode 1664 inne.
Johannes Corfinius war verheiratet mit Maria Brauer, einer Tochter des Bürgers und Mitglied des Hundertmänner-Kollegiums Conrad Brauer zu Rostock.